# Inter-American Highway

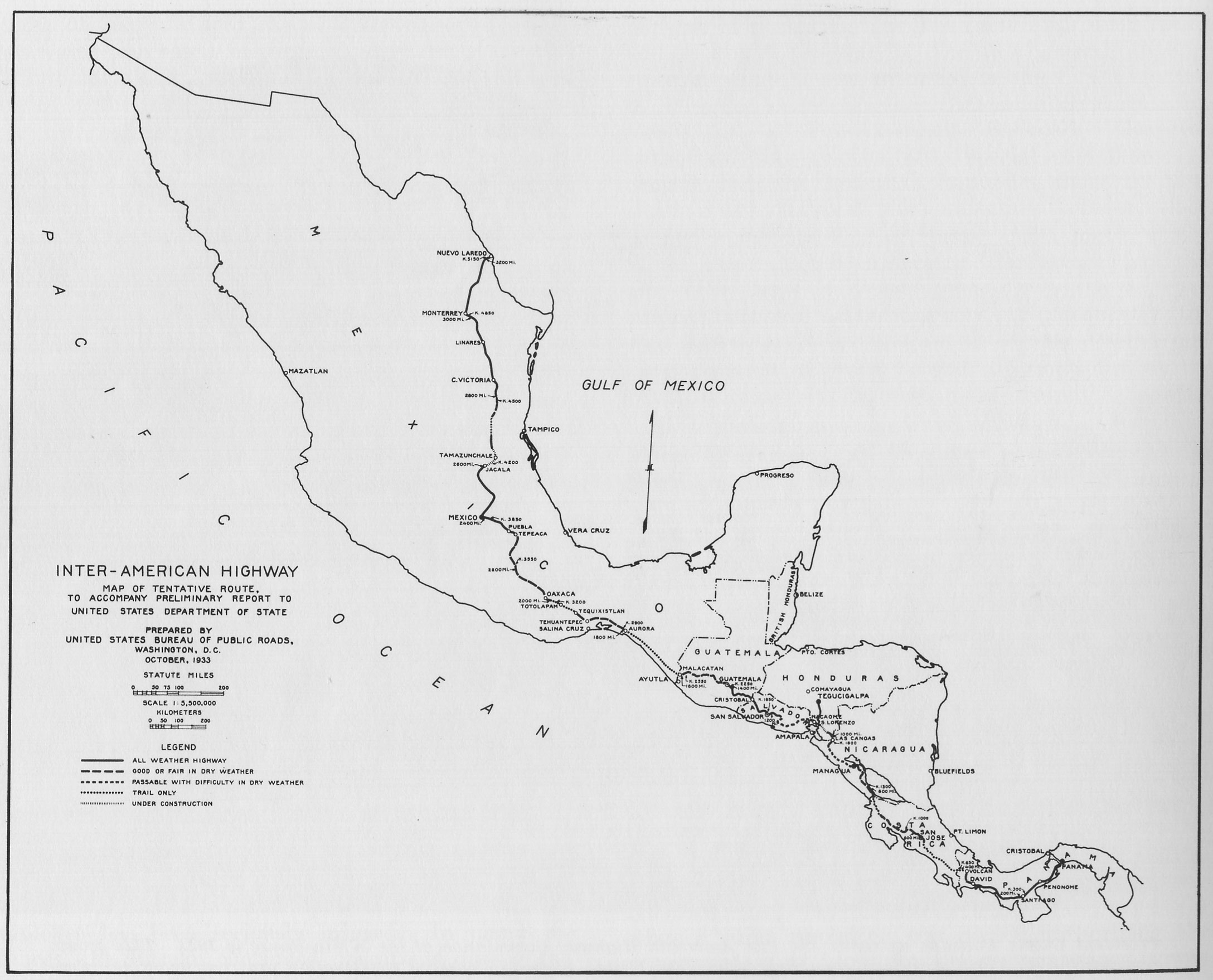
Inter-American Highway, 1933

Als Inter-American Highway (IAH) wird der zentralamerikanische Abschnitt des Pan-American Highway bezeichnet. Er ist 5470 Kilometer lang und erstreckt sich von Nuevo Laredo in Mexiko, bis nach Panama-Stadt in Panama. Sein Bau begann 1940.
Südlich von Panama liegt der Darién Gap. Die Fortführung der Straße war hier wegen wirtschaftlicher und politischer Probleme bisher nicht möglich.